# Robert Galloway (Tennisspieler)
Robert Galloway (* 24. September 1992 in Columbia, South Carolina) ist ein US-amerikanischer Tennisspieler, der auf das Doppel spezialisiert ist.

## Karriere
Galloway studierte von 2011 bis 2015 am Wofford College und spielte während dieser Zeit auch College Tennis.
Nach seinem Studium konzentrierte er sich auf seine Tenniskarriere. Hier hat er vor allem im Doppel Erfolg, im Einzel gewann er bei Turnieren bisher nur sechs Matches und erreichte noch keine Platzierung innerhalb der Top 1000 der Weltrangliste. Im Doppel gewann er in seinem ersten Profijahr 2015 bereits zwei Futures und beendete das Jahr auf Platz 820. Bis Ende 2017 kamen zehn weitere Titel dazu, sodass er sich regelmäßig weiter nach oben im Ranking arbeitete. Von November bis Dezember 2017 gewann er 22 Matches und damit sechs Titel in Folge und stand auf Platz 330 der Weltrangliste.
Somit konnte Galloway 2018 im Doppel fast ausschließlich Turniere der höher dotierten ATP Challenger Tour spielen. Dort gewann er mit Denis Kudla seinen ersten Challenger-Titel in Tallahassee. In Gatineau und Lexington kamen zwei weitere Titel dazu, sodass er Ende August in die Top 150 der Welt einzog. Mit Nathaniel Lammons als Partner rückten sie zudem ins Hauptfeld der US Open nach und feierten so den Einstand bei einem Grand-Slam-Turnier. Zum Auftakt besiegten sie Kevin Kim und Reilly Opelka in zwei Sätzen und verloren im Anschluss gegen Ivan Dodig und Marcel Granollers. Damit erreichte Galloway seinen Bestwert von Rang 125 in der Rangliste.

## Erfolge
| Legende (Anzahl der Siege) |
| Grand Slam                 |
| ATP Tour Finals            |
| ATP Tour Masters 1000      |
| ATP Tour 500               |
| ATP Tour 250 (2)           |
| ATP Challenger Tour (20)   |

| ATP-Titel nach Belag |
| Hartplatz (1)        |
| Sand (0)             |
| Rasen (1)            |

### Doppel

#### Turniersiege

##### ATP Tour
| Nr. | Datum            | Turnier      | Belag     | Partner     | Finalgegner                    | Ergebnis         |
| --- | ---------------- | ------------ | --------- | ----------- | ------------------------------ | ---------------- |
| 1.  | 19. Februar 2024 | Delray Beach | Hartplatz | Julian Cash | Santiago González Neal Skupski | 5:7, 7:5, [10:2] |
| 2.  | 29. Juni 2024    | Mallorca     | Rasen     | Julian Cash | Diego Hidalgo Alejandro Tabilo | 6:4, 6:4         |

##### ATP Challenger Tour
| Nr. | Datum              | Turnier              | Belag         | Partner                   | Finalgegner                               | Ergebnis          |
| --- | ------------------ | -------------------- | ------------- | ------------------------- | ----------------------------------------- | ----------------- |
| 1.  | 27. April 2018     | Tallahassee          | Sand          | Denis Kudla               | Enrique López Pérez Jeevan Nedunchezhiyan | 6:3, 6:1          |
| 2.  | 21. Juli 2018      | Gatineau             | Hartplatz     | Bradley Klahn             | Darian King Peter Polansky                | 7:64, 4:6, [10:8] |
| 3.  | 4. August 2018     | Lexington            | Hartplatz     | Roberto Maytín            | Joris De Loore Marc Polmans               | 6:3, 6:1          |
| 4.  | 21. Oktober 2018   | Calgary              | Hartplatz (i) | Nathan Pasha              | Matt Reid John-Patrick Smith              | 6:4, 4:6, [10:6]  |
| 5.  | 27. Januar 2019    | Newport Beach        | Hartplatz     | Nathaniel Lammons         | Romain Arneodo Andrej Wassileuski         | 7:5, 7:61         |
| 6.  | 17. Februar 2019   | Cherbourg-Octeville  | Hartplatz (i) | Nathaniel Lammons         | Javier Barranco Cosano Raul Brancaccio    | 4:6, 7:64, [10:8] |
| 7.  | 7. September 2019  | New Haven            | Hartplatz     | Nathaniel Lammons         | Sander Gillé Joran Vliegen                | 7:5, 6:4          |
| 8.  | 29. September 2019 | Tiburon              | Hartplatz     | Roberto Maytín            | JC Aragone Darian King                    | 6:2, 7:5          |
| 9.  | 12. Januar 2020    | Ann Arbor            | Hartplatz (i) | Hans Hach Verdugo         | Nicolás Barrientos Alejandro Gómez        | 4:6, 6:4, [10:8]  |
| 10. | 20. März 2021      | Cleveland (1)        | Hartplatz (i) | Alex Lawson               | Evan King Hunter Reese                    | 7:5, 6:75, [11:9] |
| 11. | 31. Juli 2021      | Segovia              | Hartplatz     | Alex Lawson               | JC Aragone Nicolás Barrientos             | 7:68, 6:4         |
| 12. | 16. April 2022     | Sarasota             | Sand          | Jackson Withrow           | André Göransson Nathaniel Lammons         | 6:3, 7:63         |
| 13. | 19. November 2022  | Champaign            | Hartplatz (i) | Hans Hach Verdugo         | Ezekiel Clark Alfredo Perez               | 3:6, 6:3, [10:5]  |
| 14. | 4. Februar 2023    | Cleveland (2)        | Hartplatz (i) | Hans Hach Verdugo         | Ruben Gonzales Reese Stalder              | 3:6, 7:5, [10:6]  |
| 15. | 11. März 2023      | Puerto Vallarta      | Hartplatz     | Miguel Ángel Reyes Varela | André Göransson Ben McLachlan             | 3:0 aufgg.        |
| 16. | 29. April 2023     | Ostrava              | Sand          | Miguel Ángel Reyes Varela | Guido Andreozzi Guillermo Durán           | 7:5, 7:65         |
| 17. | 8. Oktober 2023    | Mouilleron-le-Captif | Hartplatz (i) | Julian Cash               | Maxime Cressy Otto Virtanen               | 6:4, 5:7, [12:10] |
| 18. | 14. Oktober 2023   | Málaga               | Hartplatz     | Julian Cash               | Andrew Harris John-Patrick Smith          | 7:5, 6:2          |
| 19. | 19. Mai 2024       | Bordeaux             | Sand          | Julian Cash               | Quentin Halys Nicolas Mahut               | 6:3, 7:62         |
| 20. | 8. Juni 2024       | Surbiton             | Rasen         | Julian Cash               | Nicolás Barrientos Diego Hidalgo          | 6:4, 6:4          |

#### Finalteilnahmen
| Nr. | Datum            | Turnier       | Belag         | Partner              | Finalgegner                       | Ergebnis          |
| --- | ---------------- | ------------- | ------------- | -------------------- | --------------------------------- | ----------------- |
| 1.  | 16. Juni 2024    | Stuttgart     | Rasen         | Julian Cash          | Rafael Matos Marcelo Melo         | 6:3, 3:6, [8:10]  |
| 2.  | 24. August 2024  | Winston-Salem | Hartplatz     | Julian Cash          | Nathaniel Lammons Jackson Withrow | 4:6, 3:6          |
| 3.  | 1. Oktober 2024  | Tokio         | Hartplatz     | Ariel Behar          | Julian Cash Lloyd Glasspool       | 4:6, 6:4, [10:12] |
| 4.  | 20. Oktober 2024 | Antwerpen     | Hartplatz (i) | Alexander Nedowessow | Alexander Erler Lucas Miedler     | 4:6, 6:1, [8:10]  |
| 5.  | 9. Februar 2025  | Dallas        | Hartplatz (i) | Ariel Bahar          | Christian Harrison Evan King      | 6:74, 6:74        |
| 6.  | 28. Juni 2025    | Mallorca      | Rasen         | Yuki Bhambri         | Santiago González Austin Krajicek | 1:6, 6:1, [13:15] |

## Abschneiden bei Grand-Slam-Turnieren

### Doppel
| Turnier         | 2018 | 2019 | 2020 | 2021 | 2022 | 2023 | 2024 | 2025 | Karriere |
| --------------- | ---- | ---- | ---- | ---- | ---- | ---- | ---- | ---- | -------- |
| Australian Open | —    | —    | —    | —    | —    | 1    | 1    | AF   | AF       |
| French Open     | —    | —    | —    | —    | —    | 2    | 1    | AF   | AF       |
| Wimbledon       | —    | —    |      | —    | 2    | AF   | 2    | AF   | AF       |
| US Open         | 2    | 1    | —    | 2    | 2    | VF   | 2    |      | VF       |

Zeichenerklärung: S = Turniersieg; F, HF, VF, AF = Einzug ins Finale / Halbfinale / Viertelfinale / Achtelfinale; 1, 2, 3 = Ausscheiden in der 1. / 2. / 3. Hauptrunde; Q1, Q2, Q3 = Ausscheiden in der 1. / 2. / 3. Qualifikationsrunde; nicht ausgetragen